# U.S. Post Office Hyde Park

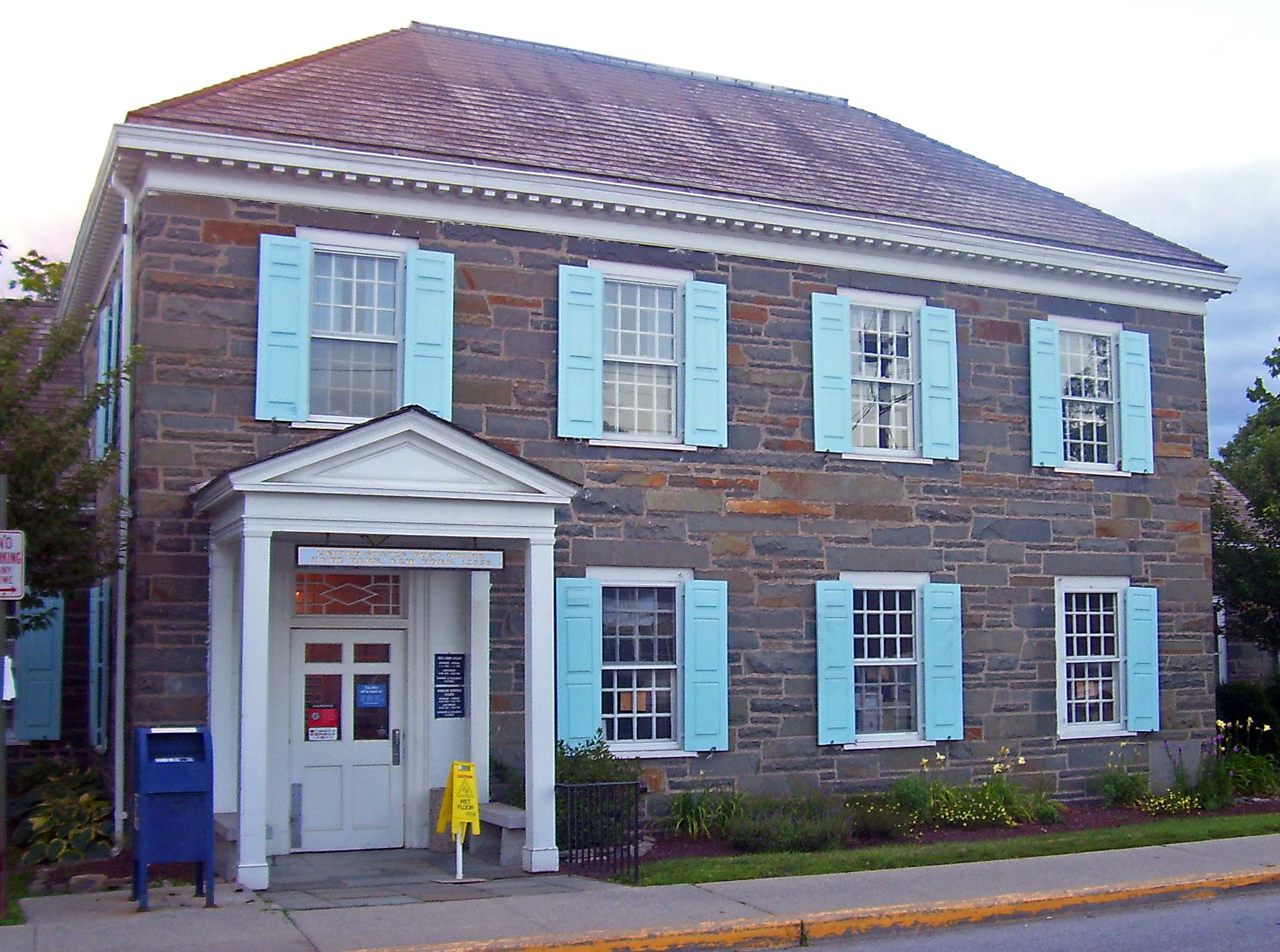
Das Postamt im Jahr 2007

Das U.S. Post Office Hyde Park ist das Postamt in Hyde Park, New York, das dem Bereich des ZIP Codes 12538 dient. Es handelt sich um ein als Steinmetzarbeit ausgeführtes Gebäude im Architekturstil des Dutch Colonial Revival und befindet sich in der East Market Street östlich der Kreuzung mit dem U.S. Highway 9. Das Gebäude wurde 1989 in das National Register of Historic Places aufgenommen.
Das Postamt als Institution ist von lokaler historischer Bedeutung, da der Ort seinen Namen von dem ersten Postamt abgeleitet hat, das sich im Hyde Park Inn befand. Der ursprüngliche Name der Siedlung war Stoutenburgh, der neue Name wurde mehr und mehr verwendet und wurde 1812 amtlich. Neun Jahre später wurde die Stadt unter dem neuen Namen neu statuiert.
Präsident Franklin D. Roosevelt, ein Sohn der Stadt Hyde Park befasste sich persönlich mit dem Bau des neuen Gebäudes, das in der Zeit des New Deals entstand. Er hatte sich persönlich dafür eingesetzt, dass der Neubau des Postamtes in Poughkeepsie und später auch in Rhinebeck aus den dort vorkommenden Feldsteinen gebaut wurden.
In seiner Rede bei der Grundsteinlegung für das U.S. Post Office in Rhinebeck warnte Roosevelt Postmaster General James Farley und Treasury Secretary Henry Morgenthau, Jr. scherzhaft, dass sie ihren Job verlieren würden, falls nicht ausreichend Bundesmittel zum Bau eines neuen Postamtes auch in Hyde Park zur Verfügung stehen sollte.
Er hatte ein 1772 entstandenes, aber bereits nicht mehr existierendes verschindeltes Haus, das für John Bard, einen der frühen Siedler in der Gegend gebaut wurde, als Modell für das Bauwerk ausgewählt. Die Steine für das Haus stammten aus Steinmauern auf Land, das einst Bards Sohn Samuel gehörte. 1940 wurde der Grundstein für das neue Gebäude gelegt, das im Jahr darauf eingeweiht wurde. Der örtliche Künstler Olin Dows fertigte in der Lobby des Gebäudes ein Wandgemälde, auf dem Szenen aus der Geschichte Hyde Parks dargestellt werden, angefangen vom Anlegen der Halve Maen unter Henry Hudson im nahe gelegenen Hudson River während seiner Reise von 1609 bis zum Besuch des britischen Königs Georg VI., der 1941 Roosevelt in dessen Haus besuchte.